# Jacobus Roman

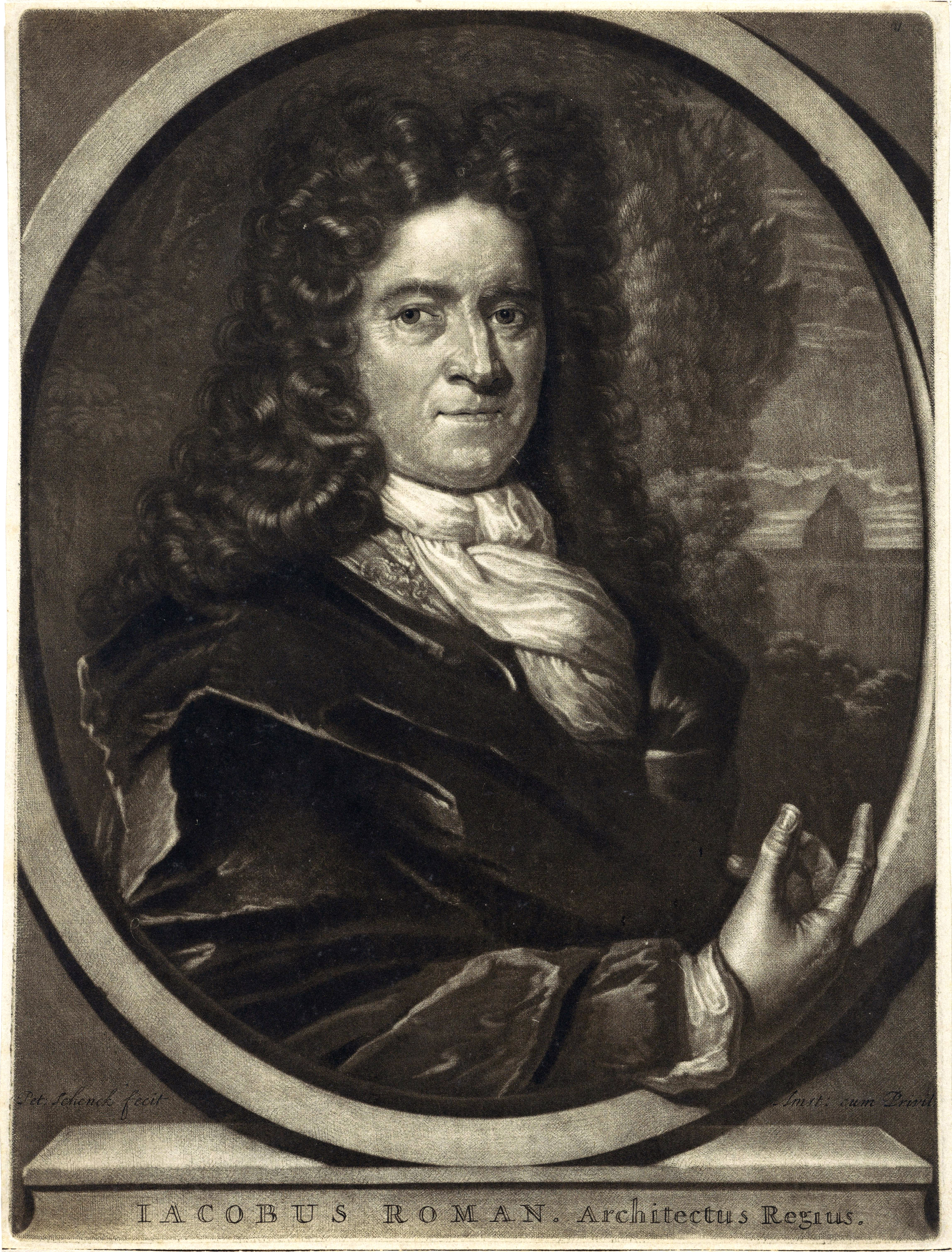
Jacob Roman op een gravure uit ca. 1700 door Pieter Schenk de oude (Collectie Rijksmuseum Amsterdam)

Jacobus Roman (1640-1716) was oorspronkelijk een beeldsnijder en later architect. De stijl van zijn gebouwen behoort tot de Strakke stijl. Sommige ontwerpen zijn meer Hollands-classicistisch qua stijl, andere meer barok.

De architect moet niet verward worden met de gelijknamige geleerde Jacobus Roman die ongeveer in dezelfde tijd leefde.

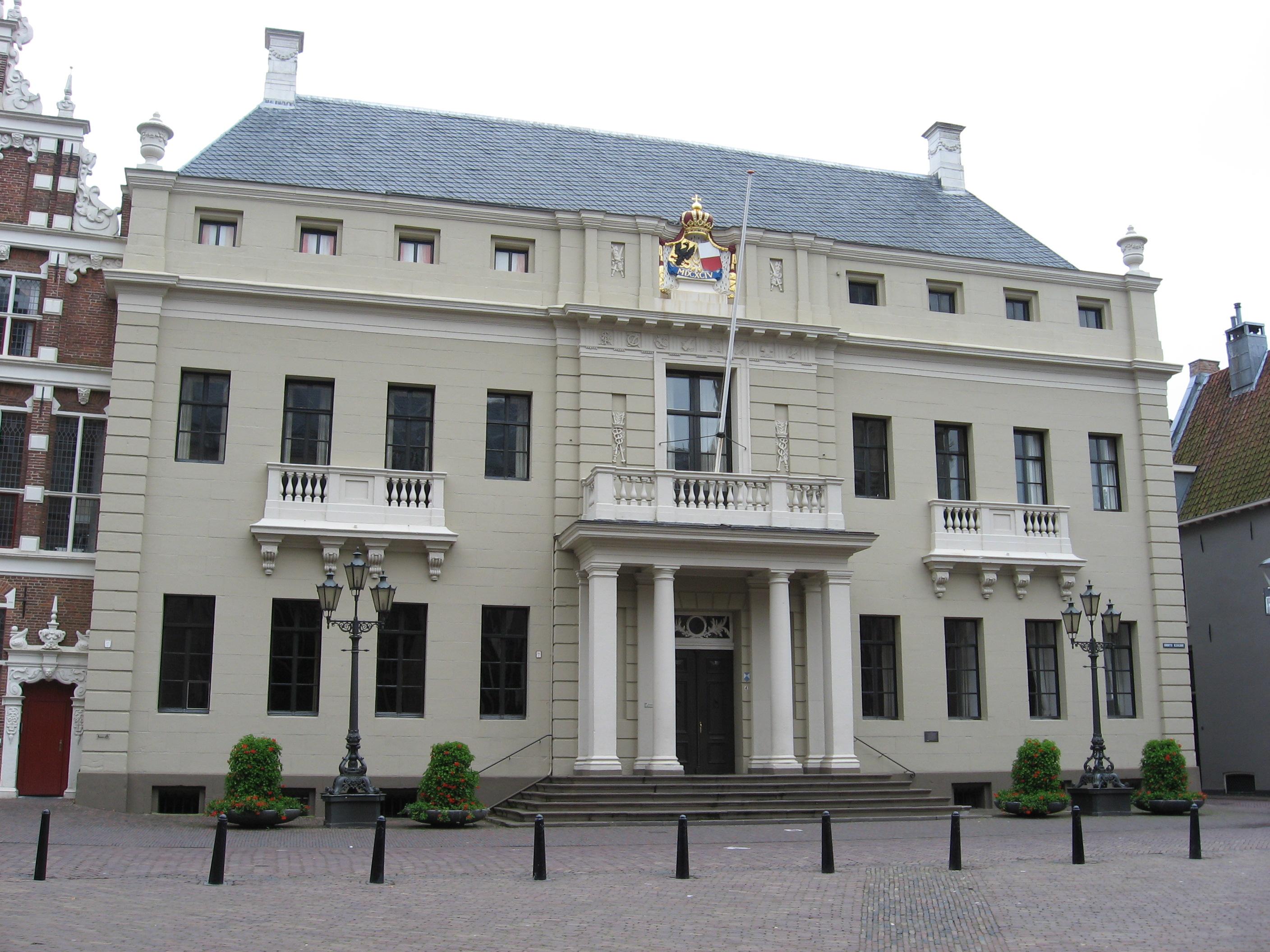
De gevel van het stadhuis van Deventer (1693)

## Biografie
Jacobus Roman werd in 1640 geboren te Den Haag als zoon van de beeldsnijder Pieter Roman (ovl. 1670). Na aanvankelijk als beeldsnijder te zijn begonnen verkocht Jacobus in 1681 zijn beeldhouwgereedschap om zich voortaan geheel aan de bouwkunst te wijden. Een van zijn eerste gerealiseerde ontwerpen is het nog steeds bestaande ingangsgebouw van het hofje Meermansburg aan de Oude Vest te Leiden. Vervolgens werd hij stadsmeestertimmerman van Leiden. In die periode ontwierp hij de Herenpoort te Leiden en het protestantse kerkje van Wilsveen, beide al lang verdwenen. 
Na ontwerpen te hebben gemaakt voor een jachtslot in Hoog Soeren en Het Loo bij Apeldoorn, werd Roman in 1689 benoemd tot koninklijk architect van koning-stadhouder Willem III. In die hoedanigheid verbouwde hij Nottingham House tot Kensington House, het buitenverblijf van de koning. 
In 1692 ontwierp hij de galerij van Huis Twickel bij Delden voor de familie Van Wassenaer-Obdam, in 1693 voor de stad Leiden de fontein op de Vismarkt en voor de stad Deventer de nieuwe voorgevel voor het stadhuis van Deventer. 
In 1695 was hij betrokken bij de bouw van Huis De Voorst bij Eefde.
Tot een van zijn laatste werken behoorde het ontwerp van het stadspaleis voor Cornelis de Jonge van Ellemeet aan de Boompjes 77 in Rotterdam, dat in 1940 werd verwoest.
Roman overleed in 1716 en werd begraven in de Kloosterkerk te Den Haag.
Jacobus Roman was de vader van de architect Pieter Roman.

## Bekende ontwerpen
Bekende gebouwen of gebouwdelen die Roman ontwierp zijn:
- Slot Zeist
- kasteel Middachten
- de galerij van het stadhuis van 's-Hertogenbosch
- Paleis het Loo
- de voorgevel van het stadhuis te Deventer (1693)
- Snouck Hurgronjehuis op Rapenburg 61 te Leiden